# Üvegcserepek
Az Üvegcserepek a Non-Stop együttes 1999-ben megjelent válogatáslemeze.

## Az album dalai
1. Egyszer volt, hol nem volt - 3:15
2. Tudja meg a papád - 3:06
3. Van lány még - 3:19
4. Tréfás kedvű Jack - 3:09
5. Hét bolond - 3:21
6. Késett a szó - 2:58
7. Ő volt a kedvesem - 3:21
8. Lélegző furcsa hajnalon - 3:31
9. Hogy én jussak el - 4:41
10. Fekete csend - 5:06
11. Mégis szép az élet - 3:39
12. Ne haragudj kedvesem... - 4:11
13. Ó, micsoda éjjel - 3:57
14. Szelíd tüzek - 4:27
15. Szép Margit - 3:31
16. Vad viharban élek - 3:53

## Külső hivatkozások
- CD információ a Hungaroton hivatalos honlapján[halott link]
- Kazetta információ a Rock Diszkont honlapján